# Boris Akunin
Boris Akunin (em russo:  Борис Акунин) é o pseudônimo de Grigori Chkhartishvili (em russo:  Григорий Шалвович Чхартишвили, transl. Grigory Shalvovich Chkhartishvili; em georgiano:  გრიგორი ჩხარტიშვილი) (Zestaponi, 20 de maio de 1956), um escritor nascido na Geórgia, mas com cidadania russa. Ele é mais conhecido como escritor de ficção policial e histórica. É também ensaísta, filólogo e tradutor de japonês. Grigory Chkhartishvili também escreveu sob os pseudônimos Anatoly Brusnikin, Anna Borisova e Akunin-Chkhartishvili. 
Seus livros foram traduzidos para vários idiomas. Quatro deles já foram adaptados para o cinema na Rússia, além de adaptações para a TV e o teatro. Até 2006, mais de 15 milhões de exemplares haviam sido vendidos.

## Biografia
Chkhartishvili nasceu em Zestaponi, filho de pai georgiano e mãe judia, e viveu em Moscou de 1958 a 2014. Desde então, ele viveu entre a Grã-Bretanha, França e Espanha. Influenciado pelo teatro Kabuki japonês, ingressou no ramo histórico-filológico do Instituto de Países Asiáticos e Africanos da Universidade Estadual de Moscou como especialista em Japão. Ele estava envolvido na tradução literária do japonês e do inglês.
Trabalhou como assistente do editor-chefe da revista Foreign Literature, mas saiu em outubro de 2000 para seguir a carreira de escritor de ficção.
Sob seu nome de Grigory Chkhartishvili, ele atuou como editor-chefe da Anthology of Japanese Literature (Antologia de Literatura Japonesa) de 20 volumes. Presidente do conselho de uma grande "Biblioteca Pushkin", ele também contribuiu com críticas literárias e traduções da literatura japonesa, americana e inglesa em seu próprio nome.
Chkhartishvili "prefere trabalhar com material histórico" e tem sido chamado de "campeão indiscutível" da ficção policial russa, uma vez que, como Boris Akunin, ele "escreveu mais de uma dúzia de romances policiais e foi amplamente apreciado por leitores perspicazes... traduzido para muitas línguas."
"Akunin" (悪人) é uma palavra japonesa que se traduz em "grande homem mau". Em seu romance The Diamond Chariot, o autor redefine um "akunin" como um grande homem malvado que cria suas próprias regras. Ele publica obras críticas e documentais com seu nome real.
A partir de 2007, Chkhartishvili começou a escrever também sob um novo pseudônimo, Anatoly Brusnikin. Após três romances, Akunin disse que não tem planos definidos para escrever mais romances de Brusnikin, embora permaneça aberto à possibilidade.
Por volta da mesma época, o outro disfarce de Chkhartishvili, Anna Borisova, começou a escrever e igualmente após três romances, Akunin disse que não escreverá mais romances de Borisova "a menos que decida mudar de gênero".
Boris Akunin é casado com Erika Ernestovna, revisora e tradutora. Ele não tem filhos.

## Posições políticas
Akunin tem criticado as políticas internas e externas de Vladimir Putin, incluindo a invasão da Geórgia e a anexação da Crimeia em 2014. Em 2012, Putin atribuiu as atitudes críticas de Akunin à sua origem georgiana. A partir de abril de 2014, ele foi denunciado como um suposto inimigo do povo, tanto em enormes cartazes pelas ruas quanto em programas de televisão. Ele então deixou a Rússia e agora mora em Londres. Em 2016, ele afirmou que via os atuais governantes políticos da Rússia como inimigos porque estavam levando sua pátria à ruína. Entre 2011 e 2013, ele foi socialmente ativo, acreditando em uma sociedade civil russa. Mas as decisões de Putin não podem ser revertidas, o que significa que a Rússia está isolada e condenada ao governo de Putin por toda a vida. "Este é agora um Estado completamente diferente."
Em 2022, ele esperava uma censura total de seu trabalho devido a suas críticas à invasão russa da Ucrânia. Seus livros foram retirados das livrarias russas e removidos dos catálogos das bibliotecas naquele mesmo ano. Naquele ano, cofundou a associação "Verdadeira Rússia", fazendo campanha contra a guerra e pela democracia. Akunin participou de uma arrecadação de fundos para beneficiar os russos acusados de "desacreditar" o exército russo sob as leis de censura de guerra russas de 2022.
Em dezembro de 2023, o serviço federal de monitoramento financeiro da Rússia, Rosfinmonitoring, incluiu Akunin, em sua lista de "terroristas e extremistas. A situação havia piorado, pois o escritor concordou em ajudar Kiev e não condenou o ditado "um bom russo é um russo morto" durante uma ligação de pegadinha dos comediantes Vovan e Lexus em 13 de dezembro de 2023, se passando pelo "ex-ministro da Cultura da Ucrânia Alexander Tkachenko". O político russo Andrey Gurulyov chamou Akunin de "inimigo" que "deve ser destruído". O governo também abriu um processo criminal contra Akunin, com alegações de descrédito do exército russo. Akunin reagiu no Facebook, escrevendo "Terroristas me declararam um terrorista" e em um artigo em seu site, alertou os russos no exterior para não retornarem à Rússia.
Em 12 de janeiro de 2024, o Ministério da Justiça russo declarou Akunin, ainda vivendo no exílio, um "agente estrangeiro". Essa designação exige que o sujeito se identifique como um "agente estrangeiro" nas redes sociais e em quaisquer outras publicações, e impõe pesados requisitos de relatórios financeiros. Akunin reagiu chamando o presidente Putin de "ditador mentalmente perturbado" em uma postagem no Twitter. Mais tarde naquele mês, o Ministério do Interior da Rússia colocou seu nome em uma lista de procurados por suposta atividade criminosa.
Em fevereiro do mesmo ano, um tribunal de Moscou ordenou a prisão de Akunin à revelia. Após a morte de Alexei Navalny, Akunin disse que "Não há mais nada que o ditador [Putin] possa fazer a Navalny. Navalny está morto e tornou-se imortal." Em junho de 2024, a biblioteca online de Boris Akunin foi bloqueada na Rússia devido à distribuição do livro de Vladimir Sorokin, Наследие (em russo, romanizado: Naslediye).
Em 14 de julho de 2025, a justiça russa condenou o escritor a 14 anos de prisão por justificar o terrorismo e contribuir para atividades terroristas. A sentença do tribunal do Segundo Distrito Militar Ocidental especificou que a condenação também se deve por o escritor se recusar a cumprir os deveres como "agente estrangeiro", uma lista na qual foi incluído em 2023.

## Obras selecionadas

### Série Erast Fandorin
- The Winter Queen / Азазель (1998) Br: Rainha do Inverno (Objetiva, 2003) / Pt: A Rainha do Inverno (Editorial Presença, 2006)
- The Turkish Gambit / Турецкий гамбит (1998) Br: A Jogada Turca (Objetiva, 2003) / Pt: Jogada de Mestre (Editorial Presença, 2008)
- Murder on the Leviathan / Левиафан (1998) Br: Leviatã (Objetiva, 2004)
- The Death of Achilles / Смерть Ахиллеса (1998) Br: A Morte de Aquiles (Objetiva, 2004)
- The State Counsellor / Статский советник (1999)
- The Coronation / Коронация, или Последний из Романов (2000)
- She Lover of Death / Любовница смерти (2001)
- He Lover of Death / Любовник Смерти (2001)
- Ying and Yan /Инь и Ян (2006)
- The Jade Rosary / Нефритовые четки (2006)
- All the World's a Stage / Весь мир театр (2009)
- The Black City / Черный город (2012)
- Planet Water / Планета Вода (2015)
- Not Saying Goodbye / Не прощаюсь (2018)

#### Novelas da série
- The Jack of Spades / Пиковый валет (1999) Br: O Valete de Espadas (Objetiva, 2006)
- The Decorator / Декоратор (1999)

### Série Sister Pelagia
- Pelagia and the White Bulldog / Пелагия и белый бульдог (2000)
- Pelagia and the Black Monk / Пелагия и черный монах (2001)
- Pelagia and the Red Rooster / Пелагия и красный петух (2003)

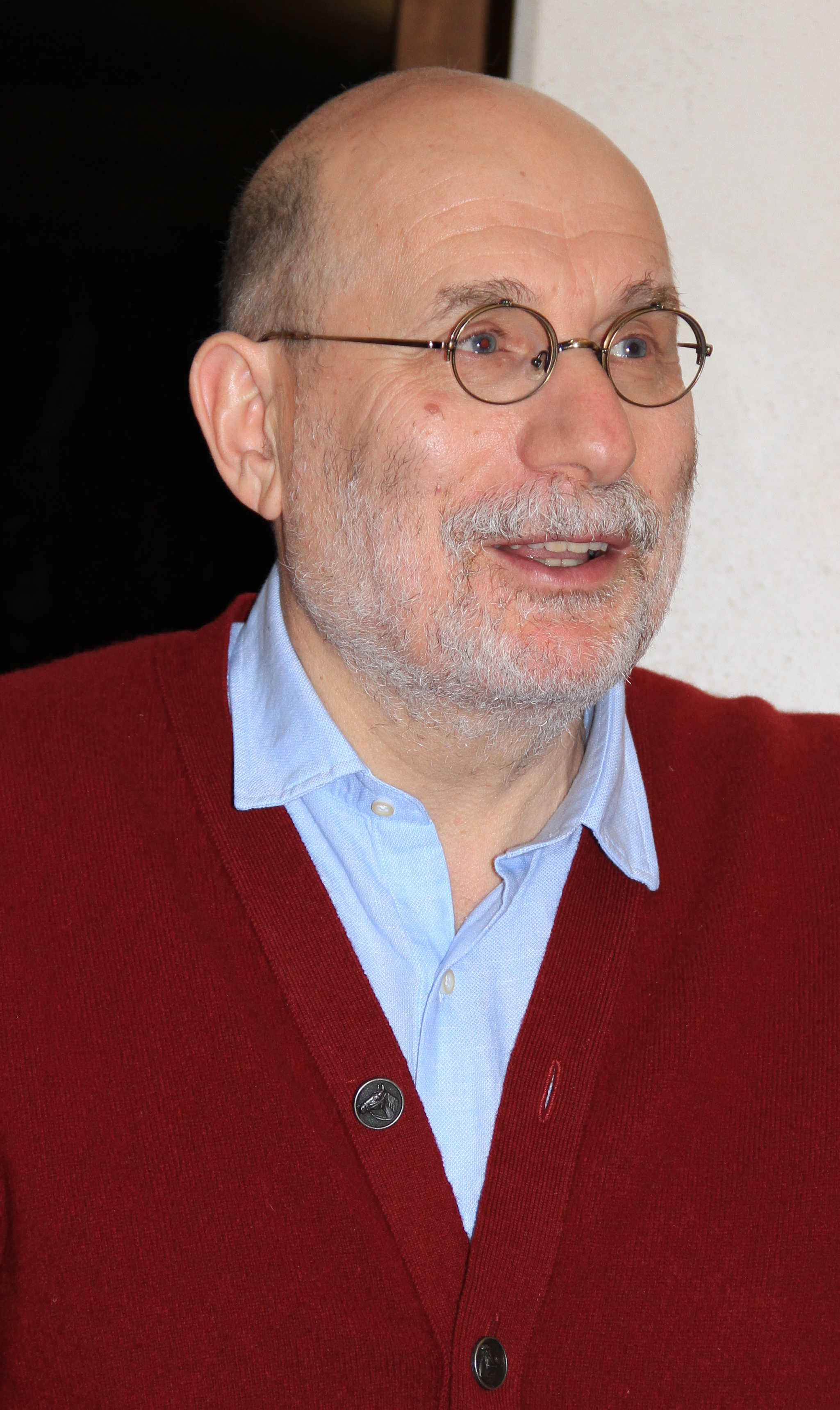
Boris Akunin em 2016

### Série Nicholas Fandorin
- Altyn Tolobas / Алтын-толобас  (2000)
- Extracurricular Reading/ Внеклассное чтение (2002)
- F.M. (2006)
- The Falcon and the Swallow / Сокол и Ласточка (2009)

### Livros isolados
- The Seagull / Чайка, Комедия в двух действиях (2000)
- Comedy/Tragedy / Комедия/Трагедия (2000)
- Fairy Tales for Idiots / Сказки для Идиотов (2000)
- Screenplays / Сценарии (2006)
- Photos as Haiku / Фото как хокку (2011)
- The Most Frightening Villain and other stories / Самый страшный злодей и другие сюжеты (2012)
- A Real Princess and other stories / Настоящая принцесса и другие сюжеты (2013)
- The most mysterious secret and other stories / Самая таинственная тайна и другие сюжеты (2014)
- The Northern sentry and other stories / Северный Часовой и другие сюжеты (2015)

### Não-ficção

#### História do Estado Russo
- A Part of Europe - From the beginnings to the Mongol Conquest | Часть европы - От истоков до монгольского нашествия (2013)
- The Fiery Finger | Огненный перст (2013)
- A Part of Asia - The Horde Period | Часть Азии - Ордынский период (2014)
- Bosch and Schelm | Бох и Шельма (2014)
- Between Asia and Europe - From Ivan III to Boris Godunov | Между Азией и Европой - От Ивана III до Бориса Годунова (2015)
- Widow's card or Widow's kerchief | Вдовий плат (2016)
- Between Europe and Asia - The Seventeenth Century | Между Европой и Азией - Семнадцатый век (2016)
- Sennight of the Three-Eyed | Седмица Трехглазого (2017)
- Asiatic Europeization - Czar Peter Alexeyevich | Азиатская европеизация - Царь Пётр Алексеевич (2017)
- Nutshell Buddha | Ореховый Будда (2018)
- Eurasian Empire - The Era of Czarinas|Евразийская империя - Эпоха цариц (2018)
- Goodventures and Ruminations of Lucius Katin|Доброключения и рассуждения Луция Катина (2019)
- The First Superpower - Alexander the Blessed and Nicholas the Unforgettable|Первая сверхдержава - Александр Благословенный и Николай Незабвенный (2019)

## Prêmios e honrarias
- 1990: prêmio da revista Literaturnoïé obozreniïé para crítica literária e ensaio[35]
- 1996: Prêmio da revista Znamia para crítica literária e ensaios[35]
- 2000: Prêmio Antibuker, Rússia, por Коронация, или Последний из романов (A Coroação ou O Último Romanov)[35]
- 2000: vencedor do concurso “Escritor do Ano” do jornal Komsomolskaia Pravda[3]
- 2002: Prêmio TEFI da Academia Russa de Televisão concedido ao melhor roteirista, pelo roteiro da minissérie Azazel[3]
- 2002: Prêmio Mistério de Crítica Estrangeiro para The Winter Queen (original: Азазель)[36]
- 2003: Indicação ao Prêmio Adaga de Prata da Associação de Escritores de Crime para The Winter Queen (original: Азазель)[36]
- 2004: Cavaleiro da Ordem das Palmas Académicas[3]
- 2004: Membro do júri do 26º Festival Internacional de Cinema de Moscou[37]
- 2005: Diploma Honorário do Ministério das Relações Exteriores do Japão[38]
- 2007: Prêmio Noma (Kodansha Publishing House, Japão), pela melhor tradução do japonês de obras do escritor Yukio Mishima[39]
- 2009: Ordem do Sol Nascente IVª Classe, Japão[40][41]
- 2009: prêmio da Fundação Japão, pela contribuição ao desenvolvimento dos laços culturais entre a Rússia e o Japão[40]
- 2012: Oficial da Ordem das Artes e das Letras[42]
- 2012: Prêmio literário “Produzido na Rússia” da revista Snob[3]
- 2012: Prêmio “Escritor do Ano” da revista QG (Rússia)[3]
- 2024: British Books Awards na categoria Liberdade de Publicação[43]